# Брокколи
Бро́кколи, или Спа́ржевая капу́ста — овощная культура, один из культурных сортотипов вида Капуста огородная. Ранее выделялась как самостоятельная ботаническая разновидность этого вида — Brassica oleracea var. italica Plenck. При современном подходе в соответствии с правилами МКБН корректным названием группы сортов является Brassica oleracea Italica Group. Ближайший родственник и генетический предшественник цветной капусты.

## История
Согласно новейшим данным, эта разновидность капусты была получена путём гибридизации на северо-востоке Средиземноморья в VI—V веках до н. э. На протяжении столетий спаржевая капуста была мало известна за пределами Италии.
Итальянское слово broccoli — множественное число слова broccolo, что означает цветущий стебель капусты (уменьшительное от brocco, «отросток», «сухая веточка»). Первоисточником является латинское слово bracchium («ветка»).
Наиболее раннее упоминание о брокколи найдено во французском трактате Historia Generalis Plantarum (1587). В Англию брокколи попала в начале XVIII века — тогда она называлась здесь «итальянская спаржа». В США брокколи пробовал выращивать ещё Томас Джефферсон, но значительного распространения она тогда не получила. Товарное производство брокколи в США возникло в середине 1920-х годов, когда в Сан-Хосе её начали выращивать братья д’Арриго, выписав семена из Италии, и в 1926 году партия брокколи впервые была отправлена на восточное побережье — в Бостон. С тех пор Калифорния стала крупнейшим производителем брокколи в США, давая около 90 % урожая.
В 2011 году Китай и Индия собирали 43 % и 32 % мирового урожая этого овоща, соответственно. Следом шли Испания, Франция, Италия, Турция, Израиль.

## Биологическое описание
Стебель в первый же год достигает высоты 60—90 см и на вершине образует множество суккулентных ветвей (цветоносов), оканчивающихся плотными группами мелких зелёных бутонов. Вместе они собраны в небольшую рыхлую головку, которую срезают для использования, не дожидаясь, пока бутоны разовьются в жёлтые цветки.
Лучше всего брокколи растёт в прохладном сыром климате, при температуре от 18 до 23°.. Урожай собирают, когда головка достигнет диаметра 10—17 см. Если её срезать, из боковых почек часто развиваются новые, поэтому брокколи иногда «плодоносит» в течение нескольких месяцев подряд, причём в условиях мягкого климата даже зимой.
Когда бутоны приобретают ярко-жёлтый цвет, это говорит о том, что капуста перезрела и не пригодна для употребления в пищу.
- Внешний вид растения в фазе технической спелости
- «Головка» (соцветие) брокколи
- Ветвь соцветия в разрезе
- Семена
- Рассада брокколи
- Зацветающая брокколи
- Цветущее растение

## Применение

### Полезные свойства
Хотя брокколи иногда готовят на пару, она более питательна, если её употреблять в сыром виде. Этот овощ богат микроэлементами и витаминами, особенно С и К. По содержанию витамина A превосходит все капустные растения.
Калорийность брокколи составляет ~34 ккал/100 грамм.
После нескольких дней хранения содержание витамина C падает вдвое. Чтобы избежать этого, капусту надо хранить в холодильнике. Витаминный потенциал гораздо дольше сохраняет замороженная брокколи (при условии, что в процессе хранения и транспортировки она не подвергалась разморозке).
Одна головка брокколи (608 г) содержит в среднем 542 мг витамина C (904 % дневной нормы), 618 мг витамина K (772 %), 382 мг фолиевой кислоты (96 %), 286 мг высокоусваиваемого кальция (29 %), 4,4 мг железа (25 %), 128 мг магния (32 %), 491 мг фосфора (40 %), 1921 мг калия (55 %).
Среди прочих антиоксидантов брокколи содержит вещества, способные эффективно противостоять росту раковых клеток и распространению вируса герпеса, — дииндолилметан, индол-3-карбинол и глюкорафанин (предшественник сульфорафана). Из всех культурных растений наиболее богаты сульфорафаном проростки семян брокколи, которые содержат в 50 раз больше этого вещества, чем зрелые овощи.

### Гастрономия
У этих разновидностей капусты съедобны соцветия, стебли и листья. Чтобы сохранить вкусовые качества и полезные свойства брокколи, нельзя её переваривать. Поэтому брокколи лучше всего быстро отварить на пару или бланшировать. Отварную или паровую капусту можно использовать для салатов или начинок. Свежая и бланшированная капуста хороша в салатах и запеканках. Очень нежными и низкокалорийными получаются супы из брокколи.
- Салат с брокколи
- Жареная брокколи
- Гарнир к мясным блюдам
- Пицца с брокколи
- Сырный суп-пюре с брокколи
- Кекс с брокколи
- Блюдо из листьев брокколи

## Разновидности
Брокколи бывает трёх видов:
- классическая, или калабрийская;
- красная, напоминающая по виду цветную капусту;
- стебельная, с мелкими разрозненными соцветиями (англ. sprouting broccoli).

В XXI веке был выведен сорт «Бенефорте», который содержит в три раза больше глюкорафанина, чем обычная брокколи.
Другие растения, содержащие в своём названии слово «брокколи»:
- брокколи рааб (broccoli raab), рапини (rapini) — разновидность листовой репы, или сурепицы;
- китайская брокколи (кайлань, гайлан) — листовая капуста из группы alboglabra, напоминающая брокколи только вкусом;
- брокколини — гибрид предыдущей с брокколи, полученный в 1993 году в Японии.